# Малан (Верхняя Сона)
Мала́н (фр. Malans) — коммуна во Франции, находится в регионе Франш-Конте. Департамент — Верхняя Сона. Входит в состав кантона Пем. Округ коммуны — Везуль.
Код INSEE коммуны — 70327.

## География

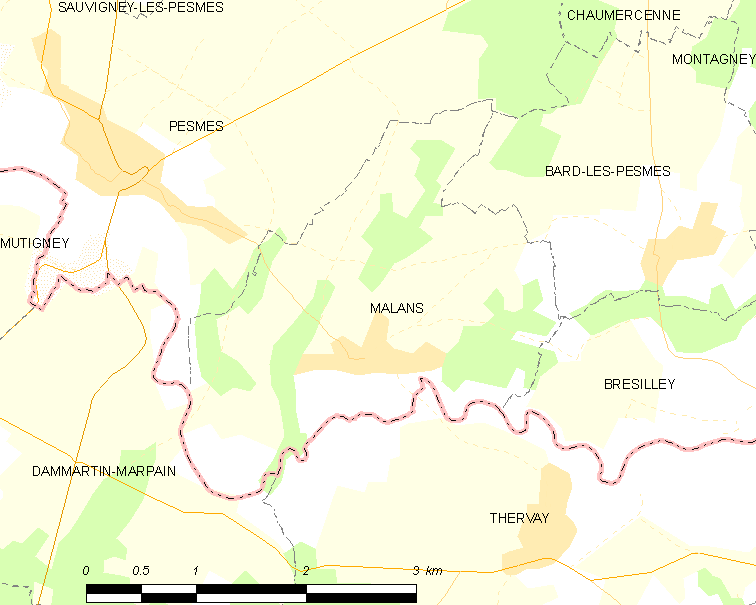
Карта коммуны

Коммуна расположена приблизительно в 300 км к юго-востоку от Парижа, в 33 км западнее Безансона, в 60 км к юго-западу от Везуля.
На юге коммуны протекает река Оньон.

## Население
Население коммуны на 2010 год составляло 134 человека.
| 1962 | 1968 | 1975 | 1982 | 1990 | 1999 | 2010 |
| ---- | ---- | ---- | ---- | ---- | ---- | ---- |
| 142  | 148  | 126  | 153  | 125  | 121  | 134  |

## Администрация
| Период | Период | Фамилия       | Партия | Примечания |
| ------ | ------ | ------------- | ------ | ---------- |
| 2001   | 2008   | Бернар Шульц  |        |            |
| 2008   | 2014   | Жан-Люк Берсо |        |            |

## Экономика
В 2010 году среди 68 человек трудоспособного возраста (15—64 лет) 47 были экономически активными, 21 — неактивными (показатель активности — 69,1 %, в 1999 году было 65,5 %). Из 47 активных жителей работали 46 человек (20 мужчин и 26 женщин), безработной была 1 женщина. Среди 21 неактивных 4 человека были учениками или студентами, 11 — пенсионерами, 6 были неактивными по другим причинам.

## Достопримечательности
- Замок Малан (XVI век). Исторический памятник с 1988 года[3]
- Замок Сент-Мари и парк скульптур
- Церковь Св. Лаврентия (1780 год)